# Omanana arcata
Omanana arcata är en insektsart som beskrevs av Delong 1944. Omanana arcata ingår i släktet Omanana och familjen dvärgstritar. Inga underarter finns listade i Catalogue of Life.